# Культура В'єтнаму
Культура В'єтнаму (в'єт. Văn hoá Việt Nam) — звичаї та традиції народу В'єтів та інших народів В'єтнаму. В'єтнам є частиною Південно-Східної Азії та китайського світу через вплив китайської культури на в'єтнамську культуру.

## Мова

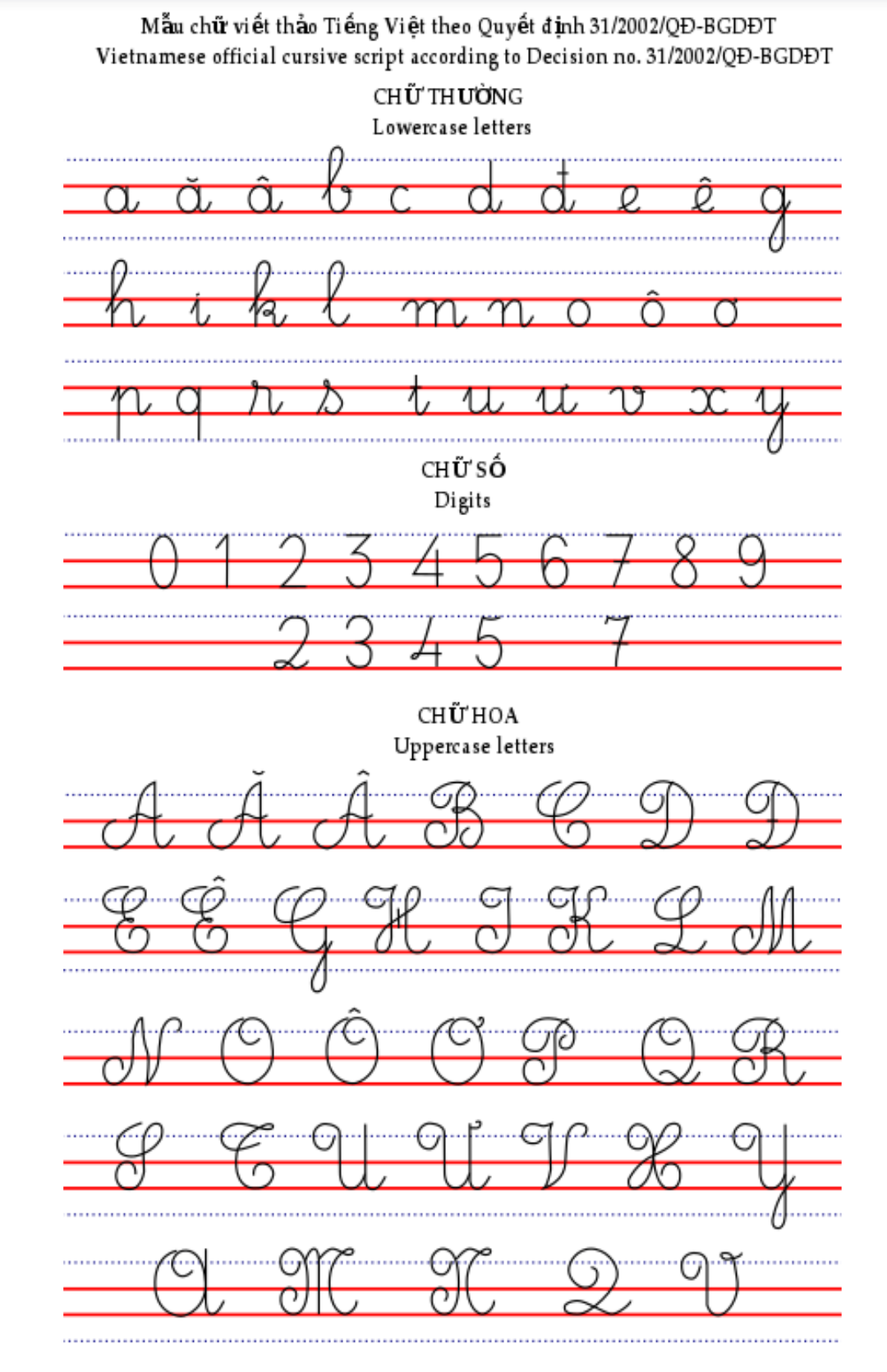
Рукописна в'єтнамська

В'єтнам є однією з найбільш мовно різноманітних країн Південно-Східної Азії.

## Кухня
В'єтнамська кухня надзвичайно різноманітна, її часто ділять на три основні категорії, кожна з яких відноситься до трьох основних регіонів В'єтнаму (північного, центрального та південного). У неї використовується дуже мало олії та багато овочів, і базується в основі на рисі та рибному соусі. Її характерні смаки: солодкий (цукор), гострий (Чилі пташине око), кислий (лайм), nước mắm (рибний соус) та приправлений різними нотами м'яти та василька.
У В'єтнамі також є велика різноманітність локшини та супів з локшиною. Різні регіони винайшли як правило різні типи локшини, що відрізняються за формою, смаком, кольором тощо. Одним із найвідоміших у нації видів локшини є Фо, різновид супу з локшиною, що походить із Північного В'єтнаму та складається з рисової локшини та яловичого супу (іноді курячого супу) з кількома іншими інгредієнтами, такими як паростки квасолі та зелена цибуля (весняна цибуля). Його часто їдять на сніданок, але з нього також виходить ситний обід або легка вечеря. Киплячий бульйон, запашний зі спеціями та соусами, поливається на локшину та овочі, пашотуючи тонкі, як папір, скибочки сирої яловичини безпосередньо перед подачею.